# 蘇里馬納山
14°46′18″S 72°26′58″W / 14.77167°S 72.44944°W
蘇里馬納山（Surimana），是秘魯的山峰，位於該國南部庫斯科大區，由瓊比維卡省的聖托馬斯區負責管轄，屬於萬索山脈的一部分，海拔高度約5,200米。